# Dacus bispinosus
Dacus bispinosus är en tvåvingeart som först beskrevs av Wang 1990.  Dacus bispinosus ingår i släktet Dacus och familjen borrflugor. Inga underarter finns listade i Catalogue of Life.